# اوله ستر
اوله ستر (نروژی: Ole Sæther؛ ۲۳ ژانویهٔ ۱۸۷۰ – ۱۳ اکتبر ۱۹۴۶) تیرانداز اهل نروژ بود.
وی در مسابقات کشوری و بین‌المللی در مجموع برندهٔ ۱ مدال طلا، ۲ مدال نقره، ۱ مدال برنز شده‌است.